# 西园街道 (达拉特旗)
西园街道，是中国内蒙古自治区鄂尔多斯市达拉特旗下辖的一个乡镇级行政单位。

## 行政区划
2011年，增设西园街道，辖原树林召镇西园、金鹏2个社区，辖区人口约4.1万人。
西园街道共辖以下地区：
西园社区、金鹏社区、文苑社区、迎宾社区和白塔北社区。